# スティーヴン・ハンター・フリック
スティーヴン・ハンター・フリック（Stephen Hunter Flick, 1949年6月21日 - ）は、アメリカ合衆国の音響編集者である。1970年代から170本以上の映画にクレジットされている。

## 受賞とノミネート
| 賞               | 年   | 部門           | 作品名                            | 結果       |
| ---------------- | ---- | -------------- | --------------------------------- | ---------- |
| アカデミー賞     | 1982 | 音響効果編集賞 | ポルターガイスト                  | ノミネート |
| アカデミー賞     | 1987 | 特別業績賞     | ロボコップ (音響効果編集に対して) | 受賞       |
| アカデミー賞     | 1988 | 音響効果編集賞 | ダイ・ハード                      | ノミネート |
| アカデミー賞     | 1990 | 音響効果編集賞 | トータル・リコール                | ノミネート |
| アカデミー賞     | 1994 | 音響効果編集賞 | スピード                          | 受賞       |
| 英国アカデミー賞 | 1994 | 音響賞         | スピード                          | 受賞       |
| 英国アカデミー賞 | 1994 | 音響賞         | パルプ・フィクション              | ノミネート |